# Czesław Miłosz
Pour les articles homonymes, voir Milosz.
Czesław Miłosz (), né le 30 juin 1911 à Šeteniai (en polonais Szetejnie) et mort le 14 août 2004, est un poète, romancier, essayiste et traducteur polonais. Considéré comme un des poètes majeurs du XXe siècle, prix Nobel de littérature en 1980, il est l'auteur de La Pensée captive publié en 1953, qui interroge la place des intellectuels au sein des régimes autoritaires.

## Biographie
Issu de la noblesse polonaise, Czesław Miłosz, armoiries Lubicz, naît en 1911 en Lituanie, alors occupée par l'Empire russe. Après la Première Guerre mondiale et le recouvrement de l’indépendance par la Pologne, sa famille s’établit dans la ville (alors occupée par la Pologne) de Wilno (aujourd’hui Vilnius, capitale de la Lituanie), où il poursuit ses études secondaires et universitaires. En 1931 avec les autres étudiants il fait partie d’un cercle littéraire d'avant-garde Żagary dont la poésie révèle une tendance apocalyptique et catastrophiste. Lors de ses séjours en 1931 puis 1934-1935 à Paris, il rencontre son cousin lointain, le poète et diplomate polono-lituanien Oscar Venceslas de Lubicz-Milosz, dont l'influence sera considérable. L’aîné fait en effet découvrir au cadet la pensée du théosophe suédois Emmanuel Swedenborg. En 1933, Miłosz publie son premier recueil poétique, Poèmes sur le temps figé. Diplômé de droit en 1934, il reçoit la même année le Prix du syndicat des écrivains polonais de Wilno. En 1936, il travaille à la radio polonaise, d'abord à Wilno, puis à Varsovie où il rencontre sa première femme Janina née Dłuska et à l'époque épouse du réalisateur Eugeniusz Cękalski. Il publie alors son deuxième recueil : Trois Hivers.
Pendant la Seconde Guerre mondiale, après l’invasion de la Lituanie par l’Armée rouge, Czesław Miłosz rejoint la résistance polonaise à Varsovie. Il continue d’écrire des poèmes. Il vit l’occupation allemande dans la capitale polonaise où il assiste à des conférences clandestines et traduit Shakespeare. Il s’engage dès 1942 dans les rangs du Comité d’Aide aux Juifs Żegota. Le mémorial de Yad Vashem en Israël lui attribue le titre de Juste parmi les nations.
Après la guerre, il s'installe avec sa femme à Cracovie. Sur la base de conversations avec l'ancien pianiste de la radio polonaise Władysław Szpilman, Czesław Miłosz et Jerzy Andrzejewski écrivent un scénario du film, Le Robinson de Varsovie, sur les survivants du soulèvement de Varsovie de 1944. Le film doit être réalisé par Janina (à l'époque toujours Cękalska) et Jerzy Zarzycki. Cependant le scénario est réécrit. On y introduit, entre autres, un personnage de parachutiste soviétique. Miłosz retire son nom du générique du film qui sera finalement montré en salle en 1950 sous le titre modifié, La Ville indomptée.
Miłosz publie également dans des revues littéraires que le nouveau pouvoir édite à Cracovie, Odrodzenie (Renaissance) et Twórczość (Création). Un nouveau recueil de ses poésies, intitulé Sauvetage, est publié en 1945. Remarqué par les autorités, Miłosz se voit offrir un travail dans le service diplomatique de la République populaire de Pologne. Fin de 1945, il est nommé conseiller culturel à Washington, puis en 1949 à Paris. Mais, en 1951, il rompt ses liens avec le régime de Varsovie. Il s’enfuit de l’ambassade de Pologne à Paris pour se réfugier à Maisons-Laffitte, au siège de la revue de la dissidence polonaise Kultura dirigée par Jerzy Giedroyć. Dans le numéro de mai 1951 de Kultura, il explique les raisons pour lesquelles il décide de quitter la diplomatie communiste et de s'exiler. À partir de ce moment il fait l’objet d’un interdit absolu dans son pays, ses œuvres sont censurées. Ayant obtenu l'asile politique en France, il y vit dix ans. C'est une période marquée par de nombreuses publications : La Pensée captive (1952), La Prise du pouvoir (1953), Sur les bords de l'Issa (1955), Traité poétique (1957), Une autre Europe (1959). En 1953, il reçoit le prix littéraire européen pour La Prise du pouvoir. Son analyse impitoyable du totalitarisme communiste vécu de l’intérieur, La Pensée captive, sera un grand choc et devint un succès mondial mais il est rejeté par une partie de la gauche française scandalisée par le témoignage négatif du système marxiste. 

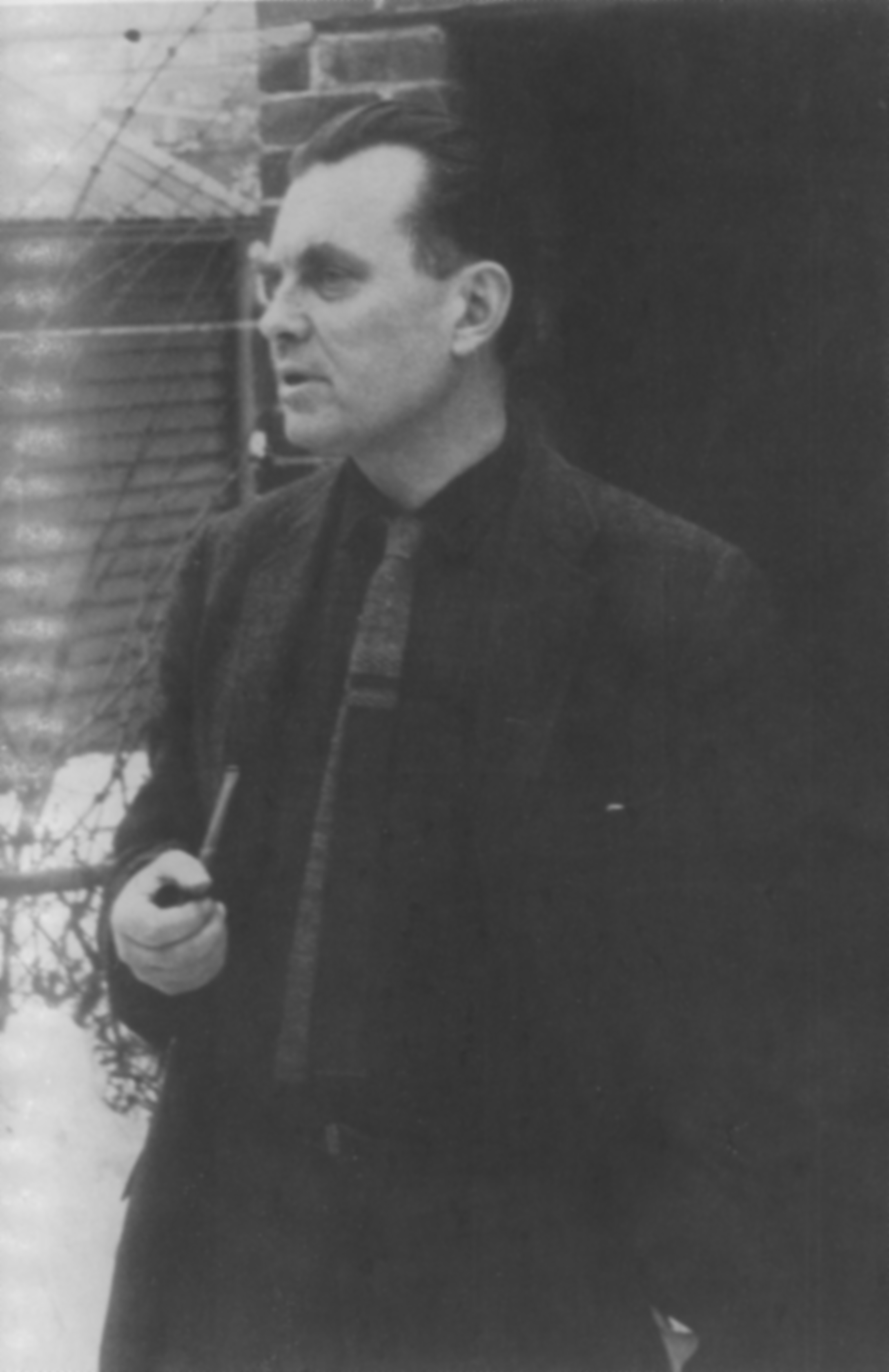

Le poète vit son exil comme une forme de suicide, coupé de ses lecteurs polonais dans le pays, traité avec méfiance tant par les émigrés polonais opposés au régime stalinien que par les intellectuels français alors séduits par le communisme. En 1960, à l'invitation du Department of Slavic Languages and Literatures de l'Université de Berkeley, Czesław Miłosz part en Californie pour y enseigner. Quelques années plus tard, nommé professeur, il devient titulaire de la chaire. Il y reste pendant vingt ans à enseigner la littérature polonaise et russe, tout en poursuivant sa propre création littéraire, notamment sur Histoire de la littérature polonaise qui parait en 1969 et fait référence. De la fin 1963 au début 1965, il enregistre des entretiens avec Aleksander Wat, déjà trop malade pour écrire lui même, qui seront la base d’un livre autobiographique en forme de bilan : Mon Siècle. Wat aussi fait partie de ces intellectuels communistes qui prennent conscience du caractère criminel du système communiste et de son idéologie. En 1970, le couple Czesław et Janina obtient la citoyenneté américaine.
En 1980, Miłosz reçoit le prix Nobel de littérature. C'est l’époque du mouvement Solidarność et ses poèmes sont enfin autorisés à la publication dans son pays d'origine.  En 1981, Miłosz est accueilli pour la première fois en Pologne. Il veut alors s'y réinstaller mais la chute du syndicat et le retour de la dictature lui font reprendre la route de l’exil. Dans les années 1981-1982, il prend la chaire d’E. Horton à l’Université de Harvard.
Après la mort de sa femme Janina, il épouse en 1992 Carol Thigpen, une historienne américaine. Sa deuxième femme, bien que plus jeune de trente-trois ans, mourra avant le poète en 2002.
En 1993, l’écrivain rentre en Pologne où il est attendu comme un barde national. Il s’installe à Cracovie. En 1994, il est décoré de l’Ordre de l’Aigle Blanc, la plus haute distinction polonaise.
Il décède le 14 août 2004 à l'âge de 93 ans. Il est enterré dans la crypte des grands hommes dans l'église Skałka à Cracovie.

## Œuvre

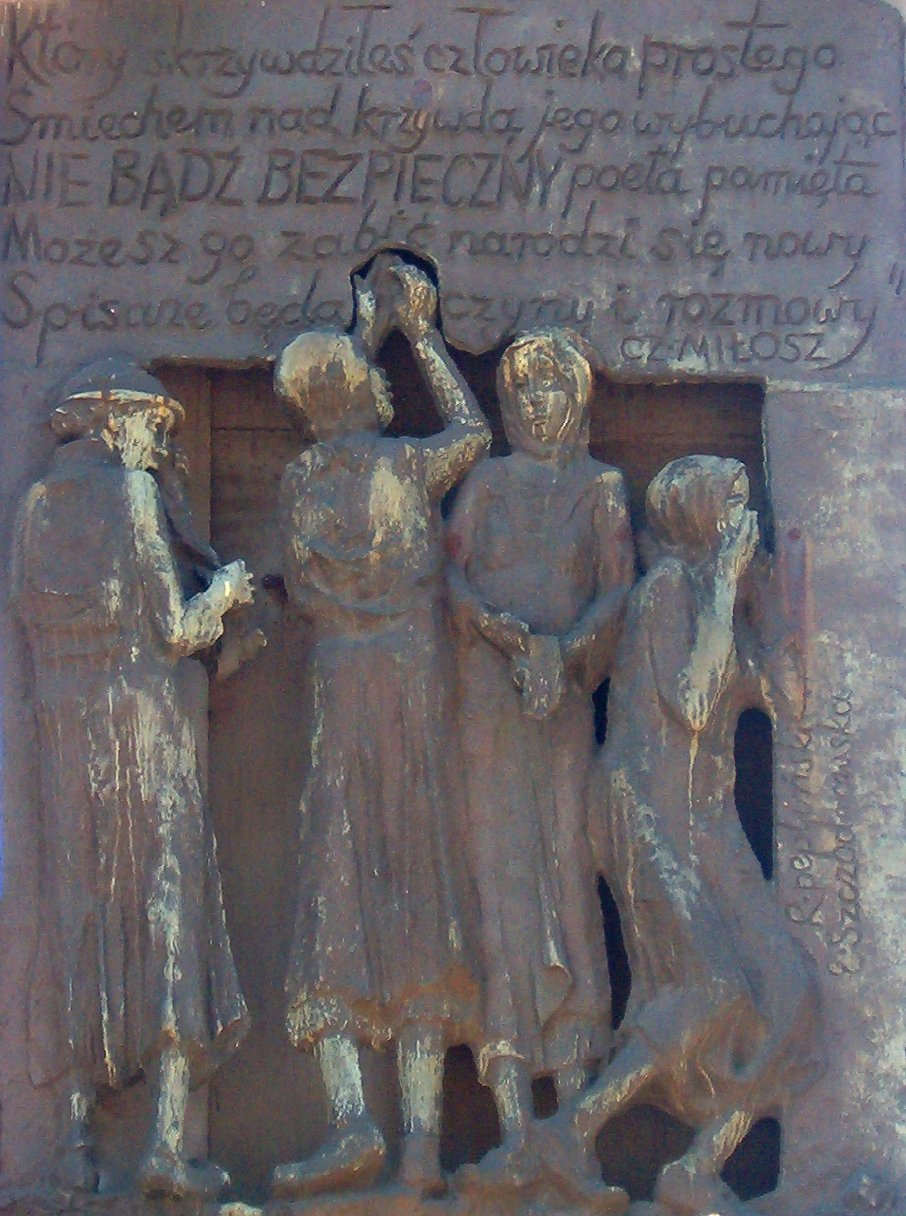
Poème de Miłosz (« Toi qui as blessé ») sur le mémorial aux travailleurs des chantiers navals de Gdańsk.

La culture plurielle et polyglotte de Miłosz et ses désillusions politiques se traduisent dans ses compositions qui mêlent méditations, pensées métaphysiques, philosophiques ou historiques et réflexions plus personnels. Sa pensée, qui s'incarne tantôt dans l'essai politique ou philosophique, tantôt dans la création poétique ou romanesque, accompagne et d'éclaire les grands tournants du devenir contemporain : conflits destructeurs et suicidaires, ivresse du totalitarisme, illusion de l'ère postcommuniste et postmoderne.  
Déjà les premiers poèmes de Miłosz, Poème sur le temps figé (1933), Trois Hivers (1936), lui valent une reconnaissance et le Prix du meilleur début littéraire. Également au sortir de la Seconde Guerre mondiale, dans une Pologne meurtrie par l'effroyable bilan du conflit et l'occupation inhumaine qu'elle a vécue, Miłosz se distingue  La préface du recueil Le Salut de 1945, et des poèmes comme "À Varsovie" plaident pour un droit du poète à ne pas écrire sous la dictée de son époque : « Laissez aux poètes un instant de joie, / ou votre monde est perdu ». Miłosz affirme qu'en tant que poète il « refuse de toucher aux plaies de sa nation, de crainte de les rendre sacrées. »
Le régime stalinien qui s'installe à la fin de la guerre impose en 1949 les normes d'un réalisme socialiste que Miłosz refuse au nom de ce qu'il qualifie de droit de la littérature à l'erreur : « Quiconque refuse à la littérature le droit de se tromper, l'étrangle - comme Othello, tourmenté par sa déraisonnable jalousie, étrangla Desdémone - et ceci au moment même  où la littérature n'est guère infidèle à la cause de l'homme. »
L'une de ses œuvres les plus connues, La Pensée captive (1953) est une réflexion sur la place des intellectuels et des dissidents au sein des régimes autoritaires. Dans ce livre, il remarque que les intellectuels qui deviennent des dissidents « ne sont pas nécessairement ceux ayant les plus forts esprits, mais ceux ayant les plus faibles estomacs ».
Le thème de l'exil et du déracinement trait caractéristique de la vie de Miłosz - Polonais né en Lituanie, expatrié en France puis en Californie - constitue l'un des fils directeurs de son œuvre. Mais c'est seulement en Amérique que Miłosz assumera sa condition d'exilé. Il dira en 1968 à la Conférence mondiale de la poésie à Montréal : « L'exil est le destin du poète d'aujourd'hui, qu'il soit dans son pays ou à l'étranger, car il est presque toujours arraché à ce petit univers familier des coutumes et des croyances qu'il avait connu dans son enfance. Pris en soi, l'exil n'a rien de bon ni de mauvais, les gestes romantiques ou pathétiques n'y seraient pour rien et ne conduiraient qu'au mensonge. Il faut tout simplement accepter l'exil et tout dépend de l'usage que l'on en fera. »
Un poème de Milosz est gravé sur le mémorial des ouvriers des chantiers navals de Gdańsk, victimes de la répression politique alors qu'ils manifestaient : « Toi qui a blessé un homme simple
en éclatant de rire de son malheur,
Prends garde. Le poète se souvient.
Tu peux le tuer - un nouveau naîtra.
Les actes et les paroles ne s'effacent pas. »
Czesław Milosz est aussi l'un des créateurs du concept d'Europe médiane. 
Czesław Milosz est aussi un grand traducteur de Charles Baudelaire, TS Eliot, John Milton, William Shakespeare, Simone Weil, et Walt Whitman.

### Czesław Miłosz et les drogues psychoactives
Il considérait l'alcool et le tabac comme les drogues dangereuses. Il lui fallut des années de lutte pour qu’il arrêtât de fumer, et modérât sa consommation d'alcool. Comparés à eux, à son avis, la marijuana est quelque chose de tout à fait innocent, et l'obstination avec laquelle dans les années 1960 les autorités des États-Unis l’ont combattue relevait de l’obsession, et on ne peut l’expliquer que par une impression de menace de la part de l'« autre ». À l’en croire, les psychédéliques pourraient être l’annonce de moyens démocratiques de lutter contre l'ennui. Il leur attribuait une importance sociale énorme et incalculable, comparable aux armes nucléaires et aux voyages interplanétaires. Leur diffusion pourrait, selon lui, ouvrir une nouvelle ère de l'humanité. Rien n’indique, cependant, que le poète ait jamais essayé les substances psychédéliques, même s’il a vécu quelque temps à San Francisco, considéré comme la « capitale » mondiale du psychédélisme.

## Distinctions
Il est le lauréat de nombreux prix, entre autres :  
- 1953 : Prix Littéraire Européen, à Genève
- 1957 : Prix H. Nagler, par l’Union des Écrivains Polonais en exil, à Londres
- 1968 : Prix de la Fondation Jurzykowski à New York
- 1974 : Prix de l’hebdomadaire littéraire Wiadomości (Les Nouvelles)
- 1978 : Prix Littéraire International Neustadt
- 1980 : Prix Nobel de Littérature

## Hommages
Le 3 octobre 2014, une plaque commémorative à son nom est inaugurée dans le village de Mittelbergheim en Alsace. 

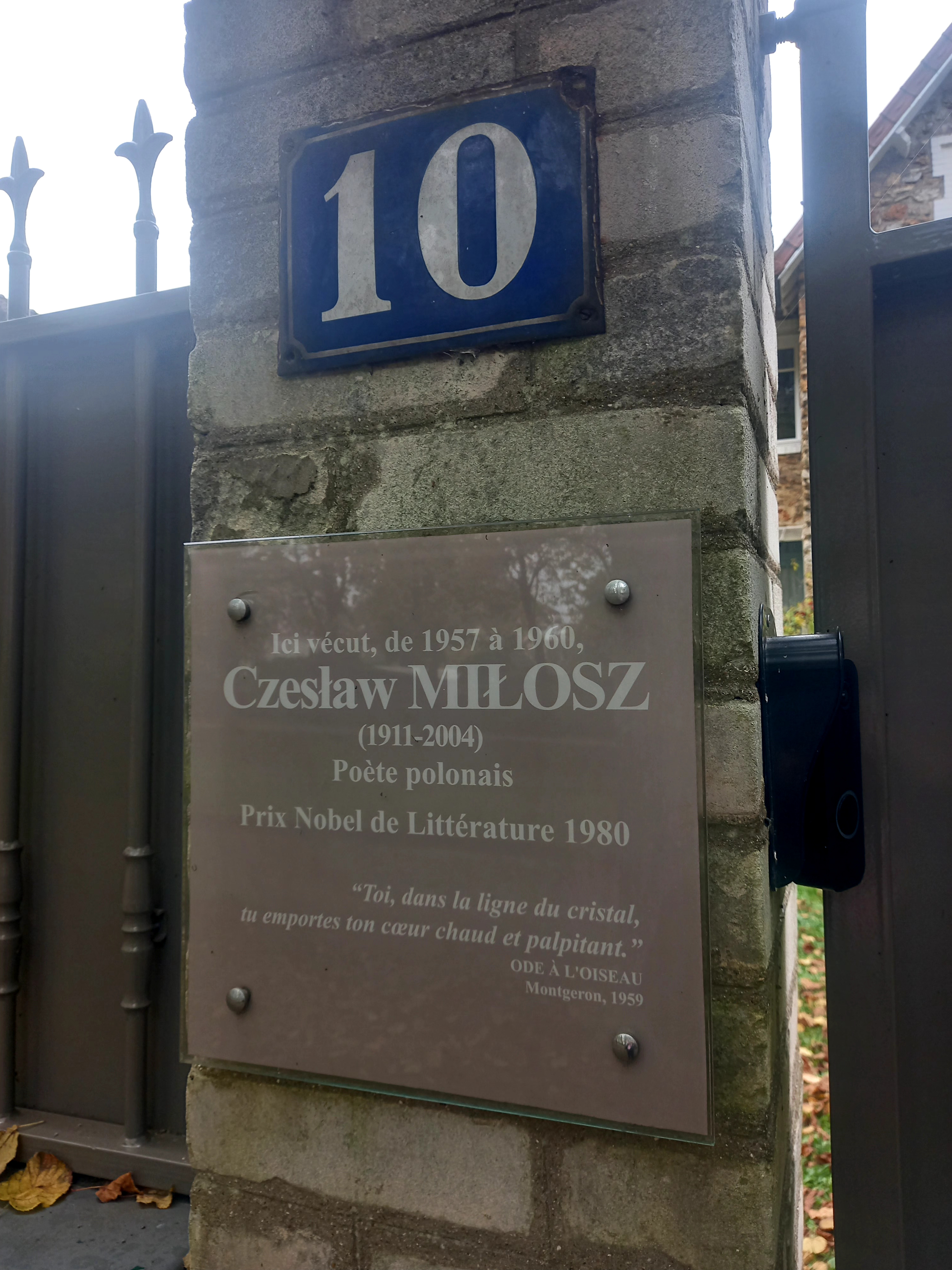
Plaque sur la maison de Montgeron où vit Miłosz entre 1957 et 1960.

Le 20 septembre 2015, une plaque est apposée sur la maison de Montgeron, dans l'Essonne, au 10 avenue de la Grange, où il vécut de 1957 à 1960 avant de partir pour Berkeley, en présence du maire de la ville et de l'ambassadeur de Pologne.

## Publications
- Composition (Kompozycja 1930)
- Voyage (Podróż 1930)
- Poèmes sur le temps figé (Poemat o czasie zastygłym, 1933)
- Trois Hivers (Trzy zimy, 1936)
- Le Salut (Ocalenie, 1945)
- La Pensée captive (Zniewolony umysł, 1953) - traduit par Jeanne Hersch. Lausanne, La Guilde du Livre, 1953,  par A. Prudhommeaux et par l'auteur. Préface de Karl Jaspers. Paris, Gallimard, 1953; Gallimard, N.R.F., Les Essais LXVII, 1980
- La Prise du pouvoir (Zdobycie władzy, 1953)
- Lumière du jour (Światło dzienne, 1953)
- Sur les bords de l'Issa (Dolina Issy, 1955) traduit par Jeanne Hersch. Paris, NRF Gallimard, collection Du Monde entier, 1956
- Traité poétique (Traktat poetycki, 1957)
- Une autre Europe (Rodzinna Europa, 1959) Gallimard, 1964; Gallimard, 1980, Collection Du monde entier
- Le roi Popiel et autres poèmes (Król Popiel i inne wiersze, 1961)
- Gucio enchanté (Gucio zaczarowany, 1965)
- Visions de la Baie de San Francisco (Widzenia nad Zatoką San Francisco, 1969)
- La ville sans nom (Miasto bez imienia, 1969)
- Histoire de la littérature polonaise (1969)
- Les devoirs privés (Prywatne obowiązki, 1972)
- Où le soleil se lève et où il se couche (Gdzie słońce wschodzi i kędy zapada, 1974)
- Empereur de la terre (Emperor of the earth, Berkeley University of Cal. Press, 1976)
- La Terre d'Ulro (Ziemia Ulro, 1977)
- Le jardin des sciences (Ogród nauk, 1979)
- Enfants d'Europe, et autres poèmes (1980), traduit par Monique Tschui et Jil Silberstein; revu par l'auteur. Lausanne, Éditions l'Age d'Homme, 1980
- L'hymne à la perle (Hymn o perle, 1982)
- Témoignage de la poésie (The Witness of Poetry, Harvard Univ.Press, 1983)
- Terre inépuisable (Nieobjęta ziemia, 1984)
- En commençant par mes rues (Zaczynając od moich ulic, 1985)
- Chroniques (Kroniki, 1987)
- Des endroits lointains (Dalsze okolice, 1991)
- A la recherche de la patrie (Szukanie ojczyzny, 1992)
- Au bord de la rivière (Na brzegu rzeki, 1994)
- Pause métaphysique (Metafizyczna pauza, 1995)
- Les légendes de la modernité (Essais de la guerre) (Legendy nowoczesności (Eseje wojenne), 1996)
- La vie sur les îles (Życie na wyspach, 1997)
- Le chien mandarin (Piesek przydrożny 1997), Paris, Fayard, 2004.
- L'Abécédaire de Milosz (Abecadło Miłosza, 1997)
- Un autre Abécédaire (Inne abecadło, 1998), Paris, Fayard, 2004
- Voyage dans l'entre-deux-guerres (Wyprawa w dwudziestolecie, 1999)
- Cela  (To, 2000)
- Orphée et Eurydice (Orfeusz i Eurydyka 2003)(traduit en français par Adrien Le Bihan, revue Esprit, juin 2003).
- Durant le voyage (O podróżach w czasie (2004)

## Honneurs universitaires
Il est docteur honoris causa de nombreuses universités, notamment :
- l'Université Harvard et plusieurs autres universités américaines
- l'Université catholique de Lublin (KUL) en 1980[8]
- l'université Jagellonne (Pologne) en 1989[9]
- l'Université Vytautas Magnus de Kaunas (Lituanie) en 1992[1]
- les universités de Bologne et Rome (Italie) en 1992.